# Jim Guldknap
Jim Guldknap (originaltitel Jim Knopf) er en tysk-fransk animationsserie fra 1996, som tidligere blev vist på Fox Kids serien udsendes i USA 26. august 1999 til 30. september 2000 på Cartoon Network-kanalen.